# História do navegador Opera

Logo do navegador Opera desde 2015

A história do navegador Opera começa em 1994 como projeto de pesquisa na Telenor, a maior empresa de telecomunicações norueguesa. Em 1995, o projeto se dividiu para uma empresa privada chamada Opera Software ASA, com a primeira versão disponível publicamente lançada em 1996. Desde então, o Opera submeteu-se a extensivas mudanças e melhorias, tal como a relativamente recente adição de proteção contra phishing.
O navegador Opera foi, até sua versão 2.0, chamado de MultiTorg Opera e não era disponível para o público — apesar de documentos online mostram-no na Terceira Conferência Internacional WWW em 1995. Ele era conhecido por sua interface de documentos múltiplos (MDI) e 'hotlist' (barra lateral), a qual fez a navegação por diversas páginas simultaneamente muito mais fácil, além de ter sido o primeiro navegador com foco a aderir completamente aos padrões web do W3C.

## Versão 2
A primeira versão pública do Opera, foi lançada como shareware em 1996.
Devido à grande procura, a Opera Software mostrou interesse em programar seu navegador para sistemas operacionais alternativos tal como o Apple Macintosh, o QNX e o BeOS. Em 10 de outubro de 1997 eles lançaram o "Project Magic", um esforço para determinar quem seriam voluntários a comprar uma cópia do navegador no seu sistema operacional nativo e então distribuir os fundos para desenvolvimento (ou adaptação) de maneira apropriadapara esses sistemas operacionais. Em 30 de novembro de 1997 eles fecharam a votação para qual sistema operacional eles deveriam desenvolver. Então o Project Magic se tornou uma fonte de notícias para atualizações para sistemas operacionais alternativos até a versão 4.

## Versão 3
Foi a primeira versão do Opera com suporte a JavaScript. Foi lançado para múltiplos sistemas operacionais em 31 de dezembro de 1997.[carece de fontes?]
Em 1998, foi lançado o Opera 3.5, adicionando suporte a Cascading Style Sheets (CSS) e capacidade de envio de arquivos.
Håkon Wium Lie, um dos inventores do CSS, é o CTO da Opera Software. Até a versão 6.0 o Opera teve suporte aos mais comuns padrões da web, plugins do Netscape e alguns outros padrões tal como WAP e WML para dispositivos wireless, mas sua implementação de ECMAScript avançado e HTML Document Object Model era pobre.
A versão 3.6 foi lançada em 12 de maio de 1999.

## Versão 4
Em 28 de junho de 2000, o Opera 4 para Windows (codinome Elektra) foi lançado introduzindo um novo núcleo multiplataforma e um cliente de e-mail integrado.

## Versão 5
Lançado em 6 de dezembro de 2000, foi a primeira versão que era patrocinada por adware ao invés de ter seu uso limitado à trinta dias (trialware). A versão 5 dava suporte ao ICQ, mas este recurso foi removido nas versões posteriores.

## Versão 6
Em 29 de novembro de 2001, o Opera 6 foi lançado com novos recursos incluindo suporte a Unicode, e oferecendo interface de documento único, assim como a interface de documentos múltiplos permitida por versões anteriores.

## Primeira controvérsia do MSN.com
Em 24 de outubro de 2001, a Microsoft bloqueou os usuários de navegadores de terceiros, incluindo o Opera, de acessarem o MSN.com. Usuários do Microsoft Internet Explorer não foram afetados. Após reclamações de comportamento antitruste, a Microsoft removeu as restrições em dois dias. Entretanto, mais tarde, em novembro de 2001, algumas partes do MSN.com continuavam tracandas para os usuários do Opera, mesmo o navegador sendo capaz de carregar as páginas se o servidor as liberasse.

## Versão 7
Em 28 de janeiro de 2003, o Opera 7 foi lançado introduzindo o novo, mais rápido e poderoso motor de renderização "Presto", com CSS melhorado, suporte à scripts executados pelo próprio navegador (client-side scripting) e ao Document Object Model (DOM). O suporte ao Mac OS 9 foi removido.
Uma análise no The Washington Post em 2004 descreveu o Opera 7.5 como sendo excessivamente complexo e difícil de usar. A análise criticou também o uso de propagandas na edição gratuita do programa enquanto outros navegadores como o Mozilla e o Safari eram oferecidos de graça sem propagandas.
Em agosto de 2004 tiveram inícios a testes limitados da alpha do Opera 7.6. Ele tinha suporte mais avançado aos padrões da web, e introduziu suporte a voz, suportando também Voice XML. A Opera Software anunciou também um novo navegador para Interactive Television, que incluía uma opção de redimensionar largura que o Opera 8 introduziu. Redimensionar Largura é uma tecnologia que inicialmente usava o poder do CSS, mas agora é uma tecnologia interna do Opera. As páginas são dinamicamente redimensionadas fazendo texto e/ou imagens menores, e até removendo imagens com dimensões específicas para fazê-las caber em qualquer largura de tela, melhorando a experiência em telas menores dramaticamente. A versão 7.6 nunca foi oficialmente lançada como versão final.
Em 12 de janeiro de 2005, a Opera Software anunciou que iria oferecer licenças de graça para instituições de ensino superior, uma mudança do antigo custo de $1,000 USD para licenças ilimitadas. As escolas que optaram pela licença grátis incluíram Instituto de Tecnologia de Massachusetts (MIT), Universidade Harvard, Universidade de Oxford, Instituto de Tecnologia da Geórgia, e Universidade Duke. O navegador era geralmente criticado por ser patrocinado por adware, isso foi visto como uma barreira para ganhar mais participação no mercado. Nas versões posteriores o usuário podia escolher entre banners com imagens, ou propagandas em texto fornecidas pelo Google de acordo com a página sendo visitada. Os usuários poderiam pagar uma taxa de licenciamento para remover a barra de propagandas.

## Segunda controvérsia do MSN.com
Em 2003, o MSN.com foi configurado para presentear o navegador Opera com uma CSS usada por versões antigas do Microsoft Internet Explorer. Outros navegadores receberam uma folha de estilos determinada para eles, ou pelo menos a última versão da folha de estilos usada no Internet Explorer. A folha de estilos desatualizada fez com que o Opera carregasse a página movendo 30 pixels à esquerda de onde  conteúdo devera estar, distorcendo a página e fazendo parecer que o erro era do navegador.
Em resposta ao acontecimento, a Opera Software criou uma edição especial do Opera chamado de "Bork" que mostrava algaravia ao acessar o MSN.com. Eles fizeram isso para chamar a atenção sobre a necessidade de ter uma relação harmoniosa entre navegadores e websites.
Depois de queixas, a Microsoft mudou seus servidores para que enviassem à última versão do Opera a folha de estilos atualizada utilizada pelo Internet Explorer, o que resolveu o problema. Entretanto a folha de estilos desatualizada continuava a ser enviada para o Opera 6, mesmo este também precisando da última versão da folha de estilos.

## Controvérsia do Hotmail
Em novembro de 2004, a Opera Software enviou um mensagem eletrônica para a Microsoft, se queixando de que os usuários do navegador Opera estavam recebendo um arquivo JavaScript incompleto quando usavam o Hotmail. O arquivo incompleto impedia os usuários do navegador de esvaziar a pasta de spam. A Opera Software enviou uma carta física para a Microsoft. Todavia, mesmo em 11 de fevereiro de 2005, a Microsoft nem respondeu as mensagens nem corrigiu o problema.

## Versão 8
Em 19 de abril de 2005 a versão 8.0 foi lançada. Além de ter suporte a gráficos vetoriais escaláveis Tiny, recursos multimodo e User JavaScript, a interface padrão foi simplificada. A página inicial padrão é um portal de pesquisa melhorado. As mudanças não agradaram um certo número de usuários existentes pois as preferências avançadas se tornaram ocultas.
A versão 8.0 introduziu suporte à SVG 1.1 Tiny.  Isso marcou o primeiro navegador a suportar nativamente parte do SVG. O Opera ganhou um modo de apresentação chamado Opera Show, que permite o uso e um documento HTML ou XML para apresentações em tela-grande e navegação.

### Versão 8.5
Com o lançamento do Opera 8.5 em 20 de setembro de 2005, a Opera Software anunciou que seu navegador seria disponível de graça sem as propagandas. Contudo, a empresa ainda vende contratos de suporte (ajuda ao consumidor). Melhorias incluídas: conserto automático de websites que não carregam corretamente pelo lado-cliente, e várias correções na segurança.

## Versão 9
Foi o primeiro navegador de Microsoft Windows, GNU/Linux, e BSD browser a passar no teste Acid2.
Esta versão, lançada em 20 de junho de 2006, adicionou XSLT e melhoramentos que deram suporte ao nível SVG 1.1 Basic. Introduziu os Widgets (pequenos aplicativos), um cliente de torrent integrado, bloqueador de conteúdo e uma ferramenta para criar e editar motores de busca.
O Opera é capaz de ler MHTML e salvar páginas da web como arquivos.

### Versão 9.1
Dentre os novos recursos introduzidos na versão 9.1 (lançada em 2006) estava a proteção antifraude usando tecnologia da GeoTrust, uma empresa que fornece certificado digital, e da PhishTank, uma organização que busca traços de sites conhecidos de phishing.

### Versão 9.2
Codinome Merlin, introduziu o Speed Dial, 9 (3 X 3) pequenas thumbnails de websites definidos pelo usuário que são mostradas ao invés de um página em branco, para acesso rápido a estes.

### Versão 9.5
Codinome Kestrel (nomeado pelo falcão Kestrel), foi lançada para preencher o vazio entre o Opera 9.2 e o Opera 10. Incluiu alguns dos melhoramentos no carregamento das páginas programados para serem incluídos na versão 10, também teve foco em oferecer uma integração maior com vários sistemas operacionais. O primeiro alpha do Opera 9.5 foi lançado m 4 de setembro de 2007. A primeira versão pública ainda em estado beta foi lançada em 25 de outubro de 2007, e a versão final foi lançada em 12 de junho de 2008. A versão final foi descarregada mais de 4.5 milhões de vezes nos primeiros cinco dias.
A versão melhorou o suporte à Cascading Style Sheets (CSS), incluindo muito mais seletores do CSS3 e a propriedade text-shadow do CSS2. O suporte para outros padrões da web também foi melhorado. Por exemplo, a implementação do Scalable Vector Graphics (SVG) era 93.8% da suíte de testes da W3C, e adicionou suporte à Animated Portable Network Graphics (APNG) e MathML. O Opera 9.5 também tem suporte à alta segurança com certificados de validação avançada e adicionou proteção contra malwares em parceria com a HauteSecure.
A interface submeteu-se a algumas alterações com o objetivo de se tornar mais intuitiva, além da interface clássica continuar disponível para os usuários que ainda desejam usá-la. O recurso leitor de tela foi re-adicionado. O cliente de e-mail (Opera Mail) foi atualizado com indexação e conserto de alguns erros. O Opera 9.5 deixa os usuários salvarem os marcadores (favoritos), notas, Barra Pessoal, e Speed Dial para o serviço "Opera Link". Esses dados podem então serem sincronizados (compartilhados) com outro navegador, assim como uma cópia do Opera Mini sendo executada em um celular.
Junto com os novos recursos, o Opera 9.5 ganhou melhorias n performance. Por exemplo, edições x64-bit compatíveis com os sistemas operacionais Linux e BSD. O suporte à SPARC Linux foi removido.

### Versão 9.6
O Opera Link foi melhorado permitindo sincronização de motores de busca personalizados e histórico digitado. Pré-visualização de Feeds e um Opera Mail atualizado foram mudanças também adicionadas.

## Versão 10
A primeira versão beta do Opera 10 (codinome Peregrine) foi lançada em 3 de junho de 2009 e marcou 100% dos pontos no teste Acid3, porém falhou no requisito da suavidade. Teve também uma versão anterior que marcou 100% lançada em 28 de março de 2009. Além de outros recursos, esta versão veio com customizações na velocidade, corretor ortográfico para formulários, atualizador automatizado, formatação HTML no cliente de e-mail, fontes SVG e web, transparência do canal alpha usando cores RGBA e HSLA, e uma versão atualizada do Opera Dragonfly (ferramentas para desenvolvimento web). O Opera Turbo é um novo recurso destaque desta versão.
O lançamento oficial do Opera 10 ocorreu em 1 de setembro de 2009, ganhando atenção com 2 milhões de downloads. Uma semana depois, 10 milhões de downloads foram alcançados.
As versões 10.5x (codinome Evenes) também vieram com um novo motor JavaScript, o Carakan, e uma nova biblioteca de gráficos backend, chamada de Vega, que aumentou sua velocidade consideravelmente. Então a versão 10.60, que a Opera Software diz ser 50% mas rápida que a 10.50, trouxe novos recursos como Geolocalização, suporte ao WebM, proteção antimalware da AVG, melhorias no Speed Dial, etc.

## Versão 11
O Opera 11 (Kjevik) foi lançado em 16 de dezembro de 2010 como novos recursos incluindo extensões, empilhamento de guias, gestos visuais do mouse e melhorias de segurança ao campo de endereços. Além disso, a lista do bloqueador de conteúdo agora pode ser sincronizada através do Opera Link. Ele também passa o teste Acid3 a partir de 22 de janeiro de 2011.

## Ver também

Graphical timeline of Opera development

## Compatibilidade das versões
| Sistema Operacional | Sistema Operacional                                                                          | Última versão                                                        |
| ------------------- | -------------------------------------------------------------------------------------------- | -------------------------------------------------------------------- |
| Mac OS              | v8.x                                                                                         | 6.03                                                                 |
| Mac OS              | v9.x                                                                                         | 7.54u2                                                               |
| Mac OS X            | 10.0-v10.1                                                                                   | 7.54u2                                                               |
| Mac OS X            | v10.2                                                                                        | 8.54                                                                 |
| Mac OS X            | v10.3-10.6                                                                                   | 11.10                                                                |
| OS/2 e eComStation  | OS/2 e eComStation                                                                           | 5.12                                                                 |
| Microsoft Windows   | Windows 3.1                                                                                  | 3.62                                                                 |
| Microsoft Windows   | Windows 95/98/Me/NT 4.0                                                                      | 10.10 (A última versão pode ser instalada com o instalador clássico) |
| Microsoft Windows   | Windows 2000 a Windows 7 Desde a versão 10.10 o requerimento mínimo oficial é Windows 2000 . | 12.11 e 12.12                                                        |
| GNU/Linux           | Debian, Fedora, Gentoo, Mepis, Mandriva, RedHat, Skolelinux, SUSE, e Ubuntu                  | 11.10                                                                |
| FreeBSD             | 6.x and 7.x                                                                                  | 11.01                                                                |
| Solaris             | Intel and Sparc                                                                              | 10.11                                                                |
| QNX                 | QNX                                                                                          | 5.2.1 (estável) e 6.01b (beta)                                       |
| BeOS                | BeOS                                                                                         | 3.62                                                                 |